# Мишлин Прел
Мишлѝн Прел (на френски: Micheline Presle, родена като Мишлѝн Нико̀л Жюлиа̀ Емилиѐн Шаса̀н, Micheline Nicole Julia Émilienne Chassagne) e френска филмова, театрална и телевизионна актриса. 

## Биография
Дебютира в киното на 15-годишна възраст през 1937 г. с второстепенна роля във филма „La Fessée“. До началото на 2010 г. се и снимала общо в 177 филма и сериала. В България е известна с ролите си във филмите „Монахинята“ (1966), „Магарешка кожа“ (1970), „Петролотърсачките“ (1971), „Край на залаганията“ (1979) и „Фанфан“ (1993).

## Награди
- Номинация за „Сезар“ за второстепенна роля, 1990 г.
- Почетна награда „Сезар“, 2004 г.